# Ніколи не чіпай мене
Ніколи не чіпай мене (англ. Never Touched Me) — американська короткометражна кінокомедія режисера Альфреда Дж. Гулдінга 1919 року.

## Сюжет
Гарольд прийшов в гості в будинок своєї коханої. Це закінчилося тим, що його прийняли за диригента оркестру і він допоміг заарештувати небезпечного злочинця.

## У ролях
- Гарольд Ллойд — хлопець
- Снуб Поллард — залицяльник Джуліос
- Бебе Деніелс — дівчина
- Семмі Брукс — маленький чоловік
- Біллі Фей
- Лью Харві
- Воллес Хоу
- Джеймс Т. Келлі
- Ной Янг